# 百代電影公司
百代電影公司（法語：Pathé）是一間法国電影公司。公司的標誌為一隻昂首高唱的公雞。

## 历史
1896年，法國人查爾·百代及哥哥愛米爾·百代创立了百代电影公司。1900年，百代迅速進入成長期，隨即成為法國甚至全球電影業的龍頭。在美國好萊塢尚未興起前之1907年－1920年，該公司的製片風格與理念為全球主流，也影響諸如日本及印度電影業。
1920年代之後，因为娛樂性不足，該公司的影响力大为下降。1929年，百代電影的子公司百代唱片被英國哥伦比亚留声机唱片（前身英國留聲機唱片公司，或稱謀得利唱片）收購為旗下公司，後轉手至EMI旗下。
目前該公司業務以製作电影和新聞片為主，公司旗下还有一家影院运营公司百代高蒙电影院。

## 作品
- 放牛班的春天
- 命中註定搭錯線
- 潜水钟与蝴蝶
- 逐夢大道